# Tipo 053H3
El Tipo 053H3 (nombre de informe de la OTAN: Jiangwei II) es una clase de fragatas chinas que entró en servicio con la Fuerza de Superficie de la Armada del Ejército Popular de Liberación en las décadas de 1990 y 2000. 
La clase estaba compuesta por 10 buques, todos los cuales permanecen en servicio activo. Dos de ellos se vendieron a la Armada de Bangladesh. Fueron una continuación de la clase Tipo 053H2G (Jiangwei I). La fragata clase Zulfiquar utilizada por la Armada de Pakistán se basó en el Tipo 053H3.

## Unidades
| Número de la serie | Número de casco | Nombre               | Astillero | Botado            | Alta               | Flota                   | Estado |
| ------------------ | --------------- | -------------------- | --------- | ----------------- | ------------------ | ----------------------- | --- |
| 1                  | 521             | 嘉兴 / Jiaxing       | Hudong    | Junio de 1998     |                    | Flota del Mar del Este  | Según algunas fuentes, el barco fue vendido a la Armada de Bangladesh como BNS Abu Ubaidah (F-19). Sin embargo, otras fuentes afirman que aún está en servicio en la Armada china en abril de 2020. |
| 2                  | 522             | 连云港 / Lianyungang | Hudong    | Octubre de 1997   | Enero de 1998      | Flota del Mar del Este  | Vendido a la Armada de Bangladesh como BNS Umar Farooq (F-16). |
| 3                  | 523             | 莆田 / Putian        | Hudong    |                   | Diciembre de 1999  | Flota del Mar del Este  | Según algunas fuentes, el barco fue vendido a la Armada de Bangladesh como BNS Abu Ubaidah (F-19) en lugar del Jiaxing.                                                                             |
| 4                  | 564             | 宜昌 / Yichang       | Guangzhou |                   | Diciembre de 1999  | Flota del Mar del Norte | Activo |
| 5                  | 565             | 葫芦岛 / Huludao     | Guangzhou |                   | Julio de 2000      | Flota del Mar del Sur   | Activo. Ex-Yulin, rebautizado como Sanya en 2008, cambió al nombre actual en abril de 2013 y fue transferido a la Flota del Mar del Norte.                                                          |
| 6                  | 524             | 三明 / Sanming       |           | Diciembre de 1998 | Diciembre de 2000  | Flota del Mar del Este  | Activo |
| 7                  | 567             | 襄阳 / Xiangyang     | Guangzhou |                   | Mayo de 2002       | Flota del Mar del Este  | Activo. Ex-Xiangfan, renombrado en junio de 2011. |
| 8                  | 566             | 怀化 / Huaihua       | Guangzhou |                   | Junio de 2002      | Flota del Mar del Este  | Activo |
| 9                  | 527             | 洛阳 / Luoyang       | Hudong    | Agosto de 2004    | Septiembre de 2005 | Flota del Mar del Este  | Activo |
| 10                 | 528             | 绵阳 / Mianyang      | Huangpu   | Mayo de 2004      | Abril de 2005      | Flota del Mar del Este  | Activo |